# Fase oral-sádica
La Fase oral-sádica designa el «segundo tiempo de la fase oral, según una subdivisión introducida por K. Abraham; coincide con la aparición de los dientes y de la actividad de mordedura. Aquí la incorporación adquiere el sentido de una destrucción del objeto, lo que implica que la ambivalencia entra en juego en la relación de objeto».